# USA-225
USA-225, también conocido como Rapid Pathfinder Prototype (RPP) y NRO Launch 66 (NROL-66), es un satélite estadounidense que se lanzó en 2011. El satélite se está utilizando para realizar experimentos de demostración y desarrollo de tecnología, incluidos dosímetros avanzados. para caracterizar el entorno espacial desde una órbita terrestre baja de 1.200 kilómetros. Es operado por la Oficina de Reconocimiento Nacional de los Estados Unidos.
Rapid Pathfinder se desarrolló por menos de 20 millones de dólares en un período de menos de dos años. Fue lanzado por un Minotaur I el 6 de febrero de 2011.